# Inwazja (serial telewizyjny)
Inwazja (oryg. Invasion) – amerykański serial telewizyjny o tematyce science fiction, autorstwa Thomasa Schlamme'a i Michaela Dinnera wyprodukowany w 2005 roku. Projekt opowiada o mieszkańcach małego miasteczka na Florydzie.

## Zarys fabuły
Głównym bohaterem jest Strażnik Parku Russell Varon. Jego córka twierdzi, że podczas huraganu widziała dziwne światła w wodzie. Była żona Varona, która zaginęła w trakcie huraganu, zostaje odnaleziona zupełnie naga i nie ma pojęcia, co się z nią działo. Jak się później okazuje, wielu mieszkańców miało podobną historię. Miasto dzieli się na dwie grupy: ludzi i hybrydy. Hybrydy wyczuwają nachodzący huragan i robią zapasy wody i baterii. Syn Russela, Jessi, nienawidzi ojczyma i nie przyznaje się do matki. Varon współpracuje z mężem jego byłej żony, chcąc coś zrobić z tym co się dzieje w miasteczku. 

## Obsada
- James Frain – Eli Szura
- Eddie Cibrian – Russell Varon
- Alexis Dziena – Kira Underlay
- William Fichtner – Sheriff Tom Underlay
- Ariel Gade – Rose Varon
- Kari Matchett – Mariel Underlay
- Tyler Labine – Dave Groves
- Aisha Hinds – Mona Gomez
- Lisa Sheridan – Larkin Groves
- Evan Peters – Jesse Varon
- Aisha Hinds – Mona Gomez
- Nathan Baesel – Lewis Sirk